# Pachydema cambeforti
Pachydema cambeforti är en skalbaggsart som beskrevs av Chavanon och Zirari 1998. Pachydema cambeforti ingår i släktet Pachydema och familjen Melolonthidae. Inga underarter finns listade i Catalogue of Life.